# Кућа Катића са Галеријом Миће Поповића
Кућа Катића са Галеријом Миће Поповића у Лозници, налази се у улици Јована Цвијића број 15, бивша улица Краља Александра Обреновића.

## Историја
Кућа Катића спада у једно од најрепрезентативнијих грађевина у урбаном језгру старе Лознице. Подигнута је 1878. године као породична зграда Марјана А. Катића, ондашњег занатлије и трговца. Приземље је намењено за радионице и трговину, од којих је на левој страни била абаџијска радња и продавница а десно терзијска радња и продавница мешовите робе. Овде су углавном радили чланови породице. Спратни део је намењен за становање и репрезентативно је организован и опремљен са холом за пријеме. До после Првог светског рата зграда беше најрепрезентативнија у граду, па су Катићи уступили кућу локалним властима за потребе државних посета. Тако је 1901. Године Краљ Александар Обреновић коначио и боравио два дана у овој кући док је био у Лозници. Исто је урадио и Краљ Петар Карађорђевић током свог боравка у Лозници 1904. Године. Овде је становао и Светозар Прибићевић током свог политичког рада у овом крају. Кућа је након Другог светског рата променила власника: приземље су задржали даљи рођаци Катића, а спрат је прешао у друштвену својину. Тренутно приземљем располаже више власника , а спратни део је уступљен за галерију Миће Поповића.

## Изглед
Зграда је грађена у духу грађанске архитектуре краја прошлог столећа са неокласицистичким елементима. Делује веома складно и репрезентативно. Зидана је од тврдог материјала, опеке и камена, са малтерисаним и двојно креченим фасадама. Кров је двосливан стрмог нагиба са бибер црепом као прекривачем. Кућа се састоји од приземља и спрата. Главни улаз у партерни део налази се у средини, симетрично лево и десно су постављена три ужа отвора (по један портал и два излога). Сви ови отвори су наглашени пиластрима и лучним архиволтима. Спрат је декоративно обрађен. У средини је балкон са витком бифором на фасади, а лево и десно су постављена по три двокрилна прозора. Све површине изнад и око прозора су рељефно украшене геометријским и флоралним елементима. Изнад централне бифоре уздиже се троугаона атика, а изнад прозора је постављен рељефни венац са низом конзола.